# Candela Peña

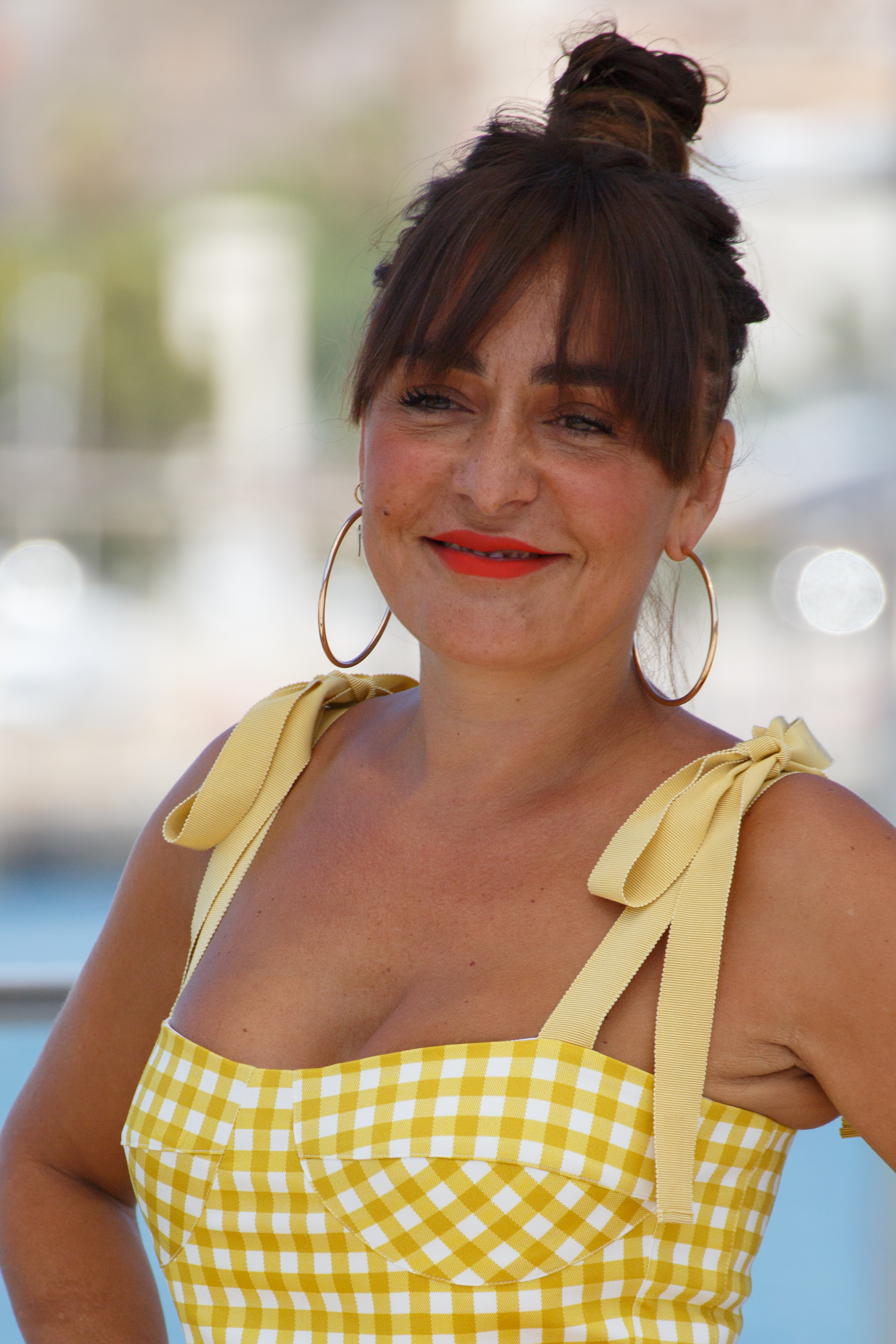
Candela Peña, 2020

Candela Peña (* 14. Juli 1973 in Gavà; eigentlich María del Pilar Peña Sánchez) ist eine spanische Schauspielerin.
Peña gewann dreimal den spanischen Filmpreis Goya: als Beste Nebendarstellerin für ihre Rollen in Öffne meine Augen (Goya 2004) und Ein Freitag in Barcelona (Goya 2013), als  Beste Hauptdarstellerin für ihre Rolle in Princesas (Goya 2006). Darüber hinaus war sie drei weitere Male nominiert: 1995 als Beste Nebendarstellerin und Beste Nachwuchsschauspielerin für ihre Rolle in Deine Zeit läuft ab, Killer, 2000 als Beste Nebendarstellerin für Alles über meine Mutter und 2017 als Beste Nebendarstellerin für Kiki, el amor se hace.

## Filmographie
- 1994: Deine Zeit läuft ab, Killer (Dias contados)
- 1995: Hola, ¿estás sola?
- 1995: Eine ganz heiße Nummer (Boca a boca)
- 1996: La Celestina
- 1997: Un, dos, tres, ¡Taxi!
- 1997: ¿De qué se ríen las mujeres?
- 1998: Insomnio
- 1999: Alles über meine Mutter (Todo sobre mi madre)
- 1999: Novios
- 2001: Sin vergüenza
- 2001: Desaliñada
- 2002: No somos nadie
- 2003: Los muertos van deprisa
- 2003: Die Torremolinos Homevideos (Torremolinos 73)
- 2003: Descongélate!
- 2003: Öffne meine Augen (Te doy mis ojos)
- 2004: ¡Hay motivo!
- 2005: Princesas
- 2007: Després de la pluja
- 2008: El Patio de mi cárcel
- 2008: Los Años desnudos
- 2008: The 3 Ages of the Crime
- 2009: La isla interior
- 2012: Ein Freitag in Barcelona (Una pistola en cada mano)
- 2013: Ayer no termina nunca
- 2014: Schimbare
- 2016: Kiki, el amor se hace
- 2017: Pieles – Du kannst nicht aus deiner Haut (Pieles)
- 2018: Empowered – Eine Frau rechnet ab (Sin rodeos)
- 2018: Enterrados
- 2019: Salir del ropero
- 2019 bis 2021: El Hierro – Mord auf den Kanarischen Inseln (Hierro, Krimiserie, 14 Folgen)
- 2020: Rosas Hochzeit (La boda de Rosa)
- 2020: Black Beach
- 2021: Mein queeres Leben (Maricón perdido, Fernsehserie, 6 Folgen)
- 2024: El caso Asunta (Fernsehserie, 6 Folgen)